# TBVfL Neustadt-Wildenheid
Maillots
Dernière mise à jour : 6 avril 2011.
Le TBVfL Neustadt-Wildenheid est un club allemand de football localisé à Neustadt bei Coburg au Nord de la Bavière.
Le club actuel est le résultat d’une fusion, survenue en 2003, entre le VfL 07 Neustadt/Coburg et la section football du TBV Wildenheid.
Le VfL 07 Neustadt/Coburg concerné dans cette fusion ne doit pas être confondu avec son homonyme, le VfL 07 Neustadt/Weinstrasse, qui est un club de la région Sud-Ouest et qui joua en Oberliga Südwest et en une saison en 2. Oberliga Südwest, au début des années 1950.
Outre le football, le club actuel dispose de sections d’Aérobic, de Gymnastique féminine, de Handball, de Lutte, de Taekwondo, de Tennis et de Tennis de table.

## Repères historiques
- 1907 - 20/04/1907, fondation du FUSSBALL CLUB ADLER NEUSTADT.
- 1913 -  23/05/1913, fondation du BALL-SPIELVEREINIGUNG COBURG.
- 1919 – 08/01/1919, fondation du VEREIN für BEWEGUNGSPIEL NEUSTADT.
- 1919 – 13/03/1919, fusion du VEREIN für BEWEGUNGSPIEL NEUSTADT avec le BALL-SPIELVEREINIGUNG COBURG pour former le VEREIN für BEWEGUNGSPIEL NEUSTADT.
- 1919 – 18/07/1919, fusion FUSSBALL CLUB ADLER NEUSTADT avec le VEREIN für BEWEGUNGSPIEL NEUSTADT pour former le SPORTVEREIN 07 NEUSTADT.
- 1924 – création du SPORT-CLUB FRÖHLICH NEUSTADT.
- 1929 – fusion du SPORTVEREIN 07 NEUSTADT avec le SPORT-CLUB FRÖHLICH NEUSTADT pour former le VEREIN für LEIBENSÜBUNGEN 07 NEUSTADT.
- 2003 – 01/07/2003, fusion du VEREIN für LEIBENSÜBUNGEN 07 NEUSTADT avec la section football du TURN-und BALLSPIELVEREIN WILDENHEID pour former le KICKERS NEUSTADT-WILDENHEID.
- 2007 – 31/12/2007, KICKERS NEUSTADT-WILDENHEID changea son nom en TURN-und BALLSPIELVEREIN fur LEIBENSÜBUNGEN NEUSTADT-WILDENHEID.

## Histoire (football)

### VfL 07 Neustadt

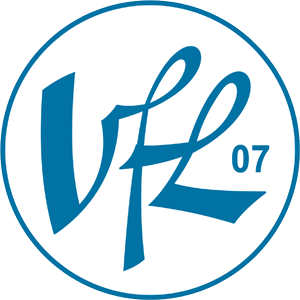
ancien logo du VfL 07 Neustadt/Coburg

Les origines de ce club remontent au 20 avril 1907 et la fondation du FC Adler Neustadt. Ce club fusionna le 18 juillet 1919 avec le VfB Neustadt pour former le SV 07 Neustadt.
Le VfB Neustadt avait été créé le 8 janvier 1919 et avait fusionné le 13 mars avec le Ball-SpVgg Coburg (fondé le 23 avril 1913).
Le 14 april 1929, le SV 07 Neustadt fusionna avec le SC Fröhlich Neustadt (créé en 1924) pour former le VfL 07 Neustadt.
Dans les années 1920, le SV 07 Neustadt (puis le VfL 07 Neustadt) joua dans la plus haute ligue de Thuringe du Sud. En 1931, le club participa au tour final du championnat de la  Verband Mitteldeutscher Ballspiel-Vereine (VMBV). Il fut éliminé au premier tour par le FC Thüringen Weida.
Après l’arrivée au pouvoir des Nazis, en 1933, des changements importants eurent lieu quant au découpage administratif de l’Allemagne. Le VfL 07 Neustadt participa alors aux compétitions bavaroises. En 1939, le club échoua de peu à monter en Gauliga Bayern, une des seize ligues créées sur ordre des autorités hitlériennes. 
En 1945, le club fut dissous par les Alliés, comme tous les clubs et associations allemands (voir Directive n°23). Le club fut rapidement reconstitué.
Le cercle fut versé dans l’Amateurliga Bayern. En 1951, en terminant 3e d’un tour final à 4, il manqua la montée en 2. Oberliga Süd, une ligue située au 2e niveau de la hiérarchie. En 1954, le VfL 07 Neustadt parvint à ses fins. Il monta puis resta en 2. Oberliga Süd jusqu’à la dissolution de cette ligue en 1963. 
En 1958, le cercle termina 3e derrière Waldhof Mannheim et Ulm 1846 manquant de peu la montée en Oberliga Süd.
En 1962, le club remporta la Süddeutsche Pokal. Cela lui permit de participer à la DFB-Pokal la saison suivante. Contre le TSV 1860 München, le club mena (3-1) à 25 minutes de la fin, il fut finalement éliminé (3-5)
En 1963, alors qu’était créée la Bundesliga, le VfL Neustadt ne parvint pas à  se classer en ordre utile pour la nouvelle Regionalliga Süd et fut reversé en Amateurliga Bayern.
Après deux saisons, le cercle descendit en Landesliga puis en 1971, il fut renvoyé en Bezirksliga. Le club remont directement. En 1978, il fut vice-champion de sa série de Landesliga, mais trois ans plus tard, il fut relégué.
Par la suite, le VfL Neustadt n’approcha plus les plus hautes séries régionales. Au mieux peut-on citer un retour en Bezirksliga en 1993 puis de nouveau en 1998.
Le cercle fut sérieusement menacé de faillite. En mai 2003, il fut obligé de vendre son stade et son club house au SV Türk Gücü Neustadt afin de rester à flot.

### Kickers Neustadt-Wildenheid
Le 1er juillet 2003, le VfL 07 Neustadt fusionna avec la section football du TBV Wildenheid pour former Kickers Neustadt-Wildenheid. Sous cette appellation, le club remporta sa série de "Kreisklasse" (Kreisklasse Coburg/ Kronach, Groupe 1) en 2005 soit une montée du niveau 10 au 9. Le club fut champion une deuxième fois consécutivement en 2006, pour monter de Kreisliga (Kreisliga Cobourg/Kronach) vers les séries de Bezirksliga.

### TBVfL Neustadt-Wildenheid
Le 31 décembre 2007, le cercle fusionné prit le nom de TBVfL Neustadt-Wildenheid. Après quatre saisons, le TBVfL Neustadt-Wildenheid fut champion de la Bezirksliga Oberfranken, Groupe West et monta d’un étage.
En 2010-2011, le TBVfL Neustadt-Wildenheid évolue en Bezirksoberliga Oberfranken, soit au 7e niveau de la hiérarchie de la DFB.